# روبرت فيكتور إيفان وونغ
روبرت فيكتور إيفان وونغ (بالإنجليزية: Robert Victor Evan Wong)‏ هو مربي ماشية وشخصية أعمال وسياسي غياني، ولد في 4 يوليو 1895 في جورج تاون في غيانا، وتوفي في 19 أكتوبر 1952.